# シュプリンガー・サイエンス・アンド・ビジネス・メディア
シュプリンガー・サイエンス・アンド・ビジネス・メディア（英: Springer Science+Business Media, Springer）は、科学（Science）、技術（Technology、工学など）、医学（Medicine）、すなわちSTM関連の書籍、電子書籍、査読済みジャーナルを出版するグローバル企業である。シュプリンガーはまた、"SpringerLink"（「シュプリンガー・リンク」）、"SpringerProtocols"（「シュプリンガー・プロトコル」）、"SpringerImages"（「シュプリンガー・イメージ」）、"SpringerMaterials"（「シュプリンガー・マテリアル」）などいくつかの科学データベース・サービスのホスティングも行っている。
出版物には、参考図書（Reference works、レ（リ）ファレンス・ワークス）、教科書、モノグラフ（Monograph）、プロシーディングス（Proceedings）、叢書など多数が含まれる。また、シュプリンガー・リンクには45,000以上のタイトルが自然科学など13の主題・テーマで集められており、それらは電子書籍として利用可能である。シュプリンガーはSTM分野の書籍に関しては世界最大の出版規模を持ち、ジャーナルでは世界第2位である（第1位はエルゼビア）。
多数のインプリントや、20ヶ国に約55の発行所（パブリッシング・ハウス）、5,000人以上の従業員を抱え、毎年約2,000のジャーナル、7,000以上の新書（これにはSTM分野だけではなく、B2B分野のものも含まれる）を発刊している。シュプリンガーはベルリン、ハイデルベルク、ドルトレヒト、ニューヨークに主要オフィスを構える。近年成長著しいアジア市場のために、アジア地域本部を香港に置いており、2005年8月からは北京に代表部を設置している。
2015年5月、シュプリンガー・サイエンス+ビジネスメディアとマクミラン・サイエンス・アンド・エデュケーションの大半の事業の合併が、欧州連合や米国司法省などの主要な公正競争監視機関により承認された。新会社の名称は「シュプリンガー・ネイチャー（Springer Nature）」。

## 歴史
1842年、ユダヤ人イジドール・シュプリンガー（Isidor Springer）の息子、ユリウス・シュプリンガーはプロイセン王国、ベルリンにSpringer-Verlag（シュプリンガー・フェアラーク、すなわちシュプリンガー出版社）を創業した。
のちに、ユリウスの息子、フェルディナント・シュプリンガー・ゼニオール（Ferdinand Springer senior, 1846-1906）は、弟フリッツ・シュプリンガー（Fritz Springer, 1850-1944）と共に父ユリウスよりシュプリンガー・フェアラークを引き継いだ。ユリウスの息子たちの時代に同社は理工学系書籍を主として取り扱うようになり、学術雑誌の発刊にも漕ぎ着けている。
フェルディナント・ゼニオールの死後、フリッツはフェルディナント・ゼニオールの息子、フェルディナント・シュプリンガー・ユニオール（Ferdinand Springer junior, 1881-1965）と自身の息子、ユリウス・シュプリンガー・ユニオール（Julius Springer junior）に社を引き継いだ。シュプリンガー・フェアラーク第3代社長となったフェルディナント・ユニオールとユリウス・ユニオールは、不景気とヴァイマル共和政時代の社会不安が漂う中、同社をドイツ有数の理工学系出版社に成長させた。
1920年代には、ツァイトシュリフト・フュア・フィジークにおいて、ハイゼンベルク、パウリ、ボルンなどの物理学者による量子力学の革新的な論文が多数掲載された。
しかし、ナチスの台頭以後、状況が一変した。ナチスの反ユダヤ主義政策により、ユダヤ人研究者の書籍、ジャーナルに発禁処分が下された。また„Sächsische Ärzteblatt“（"Saxonian Medical Journal"、「ザクセン医学雑誌」）などによる、反ユダヤ主義に基づいた「反シュプリンガー批判」がドイツ医学雑誌界に巻き起こった。ナチス党員でもある出版社社長ヴィルヘルム・バウアー（Wilhelm Baur, 1905–1945）は「シュプリンガーのアーリア化」を主張した（強制的同一化）。シュプリンガーは、ナチスが考える、アーリア人種が学ぶべき分野の書籍のみ出版が許された。また1935年9月15日のライヒ市民法（ニュルンベルク法の1つ）により、3人の祖父母がユダヤ人であったユリウス・ユニオールは「2級市民」、「法的な意味でのユダヤ人」とされ公民権を強制的に停止させられた。一方フェルディナント・ユニオールは同法によると「半ユダヤ人」と見なされた。ライヒ文化院傘下のライヒ文学院（Reichsschrifttumskammer, RSK）はこの法に基づき、フェルディナント・ユニオールに、直ちにユリウス・ユリオールを同社から追放するよう要求した。同年10月10日、フェルディナント･ユニオールは、やむなく、「ユリウスの同社からの離脱を承認」した。1938年以後、ユリウス・ユニオールはしばらくの間ザクセンハウゼン強制収容所に収監された。フェルディナント・ユニオールは言論の自由を守ろうとドイツ国内で支持者を集めるため奔走したが、その甲斐なくその後同社は国内での出版を停止した。ただ、フェルディナント、ユリウスから社を引き継いだテニェス・ランゲ（Tönjes Lange）がヒャルマル・シャハトと親しい関係にあったため、会社自体は消滅を免れ、また輸出は禁じられていなかった。
第二次世界大戦後、同社は再建を開始した。テニェスとフェルディナント、後にユリウスも経営に復帰した。1946年、戦後初となる本格的な出版物、カール・ヤスパースの„Die Idee der Universität“（ISBN 3540100717）を刊行した。
1957年に共同経営者となったハインツ・ゲッツェ（Heinz Götze）は、シュプリンガー･フェアラークをドイツの出版社から国際的メディア企業へと進化させる舵取り役を担った。1964年からは、ビジネスを国際的規模に拡大させ、ニューヨークに事務所を開設した。続いてまもなく東京、パリ、ミラノ、香港、デリーにも事務所を置いた（国外の主要事務所は、これ以前には1924年に開設したウィーン支社程度しか存在しなかった）。またゲッツェの時代から英書出版を事業の中核に据えている。
1999年、ドイツの出版社ベルテルスマンがシュプリンガー・フェアラークの支配権を得るに至り、学術出版企業BertelsmannSpringer（ベルテルスマンシュプリンガー）が誕生した。
2003年にはイギリスの投資企業グループ、シンヴェン（Cinven）とキャンドーヴァー・インヴェストメンツ（Candover Investments）がベルテルスマンからベルテルスマンシュプリンガーを買収した。同企業集団は2002年にオランダの情報サービス・出版企業ヴォルタース・クルーワー（Wolters Kluwer）から買収した出版社、Kluwer Academic Publishers（クルーヴァー・アカデミック・パブリッシャーズ、KAP）を2004年にベルテルスマンシュプリンガーと合併させた。新社名はSpringer Science+Business Media（シュプリンガー・サイエンス・アンド・ビジネス・メディア）となった。
2009年、シンヴェンとキャンドーヴァーはシュプリンガーを2つのプライベート・エクイティ・ファーム、EQTパートナーズとシンガポール政府投資公社に売却した。米国と欧州の競争当局が譲渡を承認した後、2010年2月、売却取引の終了が確定した。

### コーポレートアイデンティティ
シュプリンガーのコーポレート・ロゴにはチェスのナイト（ナイトはドイツ語で"Springer" 「跳ね馬」と呼ばれる）が描かれている。これは、モンビュー地区（Monbijouplatz）の社屋建築を監督したヴィルヘルム・マルテンス（Wilhelm Martens）が、彼の師でもある義父、マルティン・グロピウスのスケッチを基に描いたものを、1881年に2代目経営者、フェルディナント・ゼニオールが採用したものである。ロゴの変更は何度かあったものの、ナイトの駒は2011年現在のロゴにも描かれ続けている。
また現在は描かれていないが、かつては創業者ユリウス･シュプリンガーのイニシャル"JS"と„Alle Zeit wach“（"Be ever alert", 「常に注視せよ」）とのスローガンがロゴに描かれていた。

## 電子書籍
シュプリンガーは1996年に立ち上げたSpringerLink（「シュプリンガー・リンク」）サイトにて電子書籍、電子ジャーナルをコンテンツとして提供している。シュプリンガー・リンクはEBSCOインダストリーズの一部門、MetaPressにより運営されている。日本の多くの大学では、同サービスを契約している場合が多い。
シュプリンガー・プロトコルは研究室での実験指導を目的として、一歩一歩着実な指示を与えるための実験計画（プロトコル）や方針例が多数収められている。
シュプリンガー・イメージは2008年に開設された。科学、技術、医学分野に及ぶ180万枚の画像が集められ、同サイトで提供されている。
シュプリンガー・マテリアルは2009年より開始された。これはランドルト＝ベルンシュタイン（Landolt–Börnstein）データベースへのアクセスを行うためのプラットフォームである。同データベースは物質、物性、科学的事象等に関する研究結果や情報を集積した世界最大の包括的情報源である。
"AuthorMapper"（「オーサーマッパー」）は、科学研究の視覚化のためのフリーのオンライン・ツールである。これはある文書の著者の位置情報を地図（Google マップ）上に図示することが可能となっており、科学研究のパターンの探求、各文献の動向確認、コラボレーションや類縁関係の発見などに役立ち、そして科学・医学の各分野における専門家の所属研究機関、大学等所在地が利用者に一目で分かるようになっている。

## オープンアクセス
オープンアクセス総合誌として2012年よりSpringerPlusを展開している。シュプリンガーの数種類のジャーナルでは、同社は著作者（author、著者）に著作権の譲渡を要求しない。そして著者の論文、記事をオープンアクセス・ライセンスで発刊するか、それとも古典的な制限型ライセンス・モデルを採るかを著者自身にゆだねている。オープンアクセスによる出版を選んだ場合、一般的に、著者は著作権保持のため手数料を支払う必要があるが、同時にこの手数料を時折著者以外の第三者が賄える場合もある。例えば、ポーランドのある国家研究機関は、著者にいかなる個人の負担を負わせることなく、オープンアクセスジャーナルの発刊を許可している。
2016年6月13日に自然科学から工学、社会科学まで扱う分野が広過ぎるという理由で今後は新規の投稿を受け付けず、休刊予定である事が発表された。今後は生物学、医学関連はBMC series、自然科学はScientific Reports、社会科学はPalgrave Communicationsへの投稿を推奨する。

## インプリント
次は、同社所属のインプリントの一部である。
- エイプレス（英語版）
- バイオメド・セントラル（英語版）（BMC）
  - ケミストリー・セントラル（英語版）
  - フィジマス・セントラル（英語版）（廃刊）
- ビルクホイザー・フェアラーク（英語版）
- カレント・メディスン・グループ（Current Medicine Group）
- フィンレイソン・メディア・コミュニケーションズ（Finlayson Media Communications）
- ヒューマナ・プレス（英語版）
- インフォケム（Infochem）
- キー・カリキュラム・プレス（Key Curriculum Press）
- クルーヴァー・アカデミック・パブリッシャーズ（Kluwer Academic Publishers）
- プリナム・パブリッシャーズ（Plenum Publishers）
- シュプリンガー・アジア（Springer Asia）
- シュプリンガー・フランス（Springer France）
- シュプリンガー・イタリア（Springer Italy）
- シュプリンガー・インド（Springer India）
- シュプリンガー・ジャパン（Springer Japan）

## 出版物
次は、同社の出版物の一部である。
- エンサイクロペディア・オブ・マセマティクス（英語版）（Encyclopaedia of Mathematics） - 元々はクルーヴァーから発刊されていた数学百科事典だが、2011年現在ではオンライン上で利用可能な数学事典になっている[36]。
- エアゲープニッセ・デア・マテマティーク・ウント・イーラー・グレンツゲビーテ（英語版）（Ergebnisse der Mathematik und ihrer Grenzgebiete, Results of mathematics and their applications、『数学の結果とその応用』）（叢書）
- Graduate Texts in Mathematics（叢書）
- セミネール・ド・ジェオメトリ・アルジェブリク・デュボワ・マリー（英語版）（Séminaire de Géométrie Algébrique du Bois Marie、『マリーの森の代数幾何学セミナー』） - グロタンディーク主催のIHÉS[注釈 4]における代数学講座のノート。
- レクチャー・ノーツ・イン・コンピュータ・サイエンス（英語版）（Lecture Notes in Computer Science）
- シュプリンガー・シリーズ・イン・サーフェス・サイエンシズ（英語版）（Springer Series in Surface Sciences）（叢書）
- Undergraduate Texts in Mathematics（叢書）
- Zentralblatt MATH

## 表彰
ユリウス・シュプリンガーの功績を記念し、応用物理学分野での輝かしい業績を残した人物を表彰するユリウス・シュプリンガー賞が同社により設けられている。

## その他
2010年、同社はベルリン中央地域図書館（Zentral- und Landesbibliothek Berlin, ZLB）に同社にまつわる歴史的資料や蔵書を寄贈した。1945年までに同社が発刊した15,000以上にも及ぶタイトルの書籍や多数のジャーナル、レビュー、翻訳書に加え、アインシュタイン、ザウアーブルッフ、マイトナー、ハーンらの書簡も含まれる。ZLBは同社創業の地であるミッテ、ブライテ通り（Breite Straße）に本館がある。